# Oost-Tsjadische talen
De Oost-Tsjadische talen vormen een in Tsjaad en Kameroen gesproken subgroep van ca. 40 talen binnen de grotere familie van Tsjadische talen. Door de Ethnologue worden ze als volgt verder onderverdeeld:
- Oost-Tsjadisch A (18)
  - A.1. Sumrai-Miltu (10)
  - A.2. Nancere-Gabri (6)
  - A.3. Kwang-Kera (2)
- Oost-Tsjadisch B (19)
  - B.1. Dangla (14)
  - B.2. Mukulu (1)
  - B.3. Sokoro (4)